# 지퍼스 크리퍼스 3
지퍼스 크리퍼스 3(Jeepers Creepers 3)은 미국에서 제작된 빅터 살바 감독의 2017년 액션, 공포, 미스터리 영화이다. 스탠 쇼 등이 주연으로 출연하였다.

## 출연

### 주연
- 스탠 쇼
- 가브리엘 호우
- 브랜든 스미스

### 조연
- 멕 포스터
- 조단 살룸